# Juliet Prowse
Pour les articles homonymes, voir Prowse.

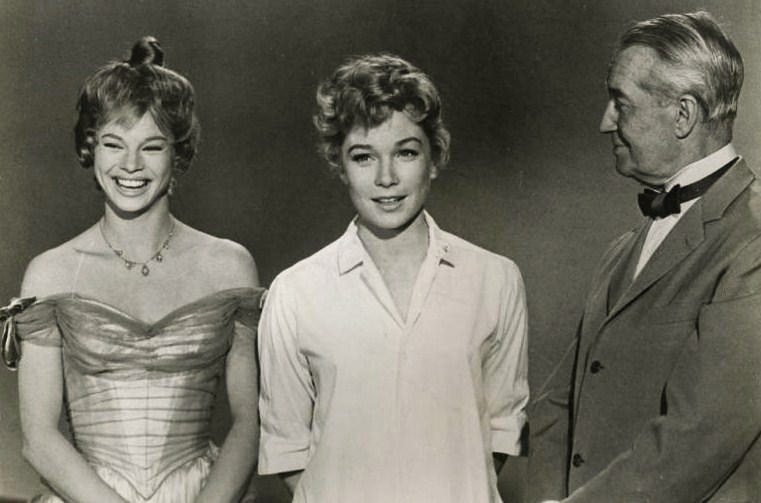
Avec Shirley MacLaine (au centre) et Maurice Chevalier, dans Can-Can (1960, photo promotionnelle)

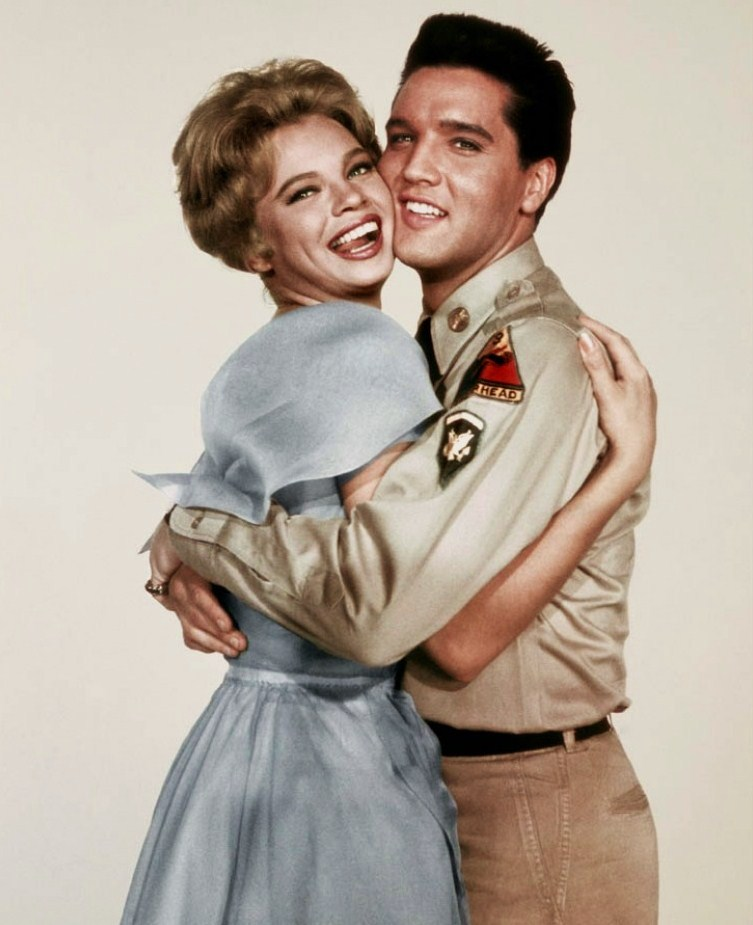
Avec Elvis Presley, dans Café Europa en uniforme (1960, photo promotionnelle)

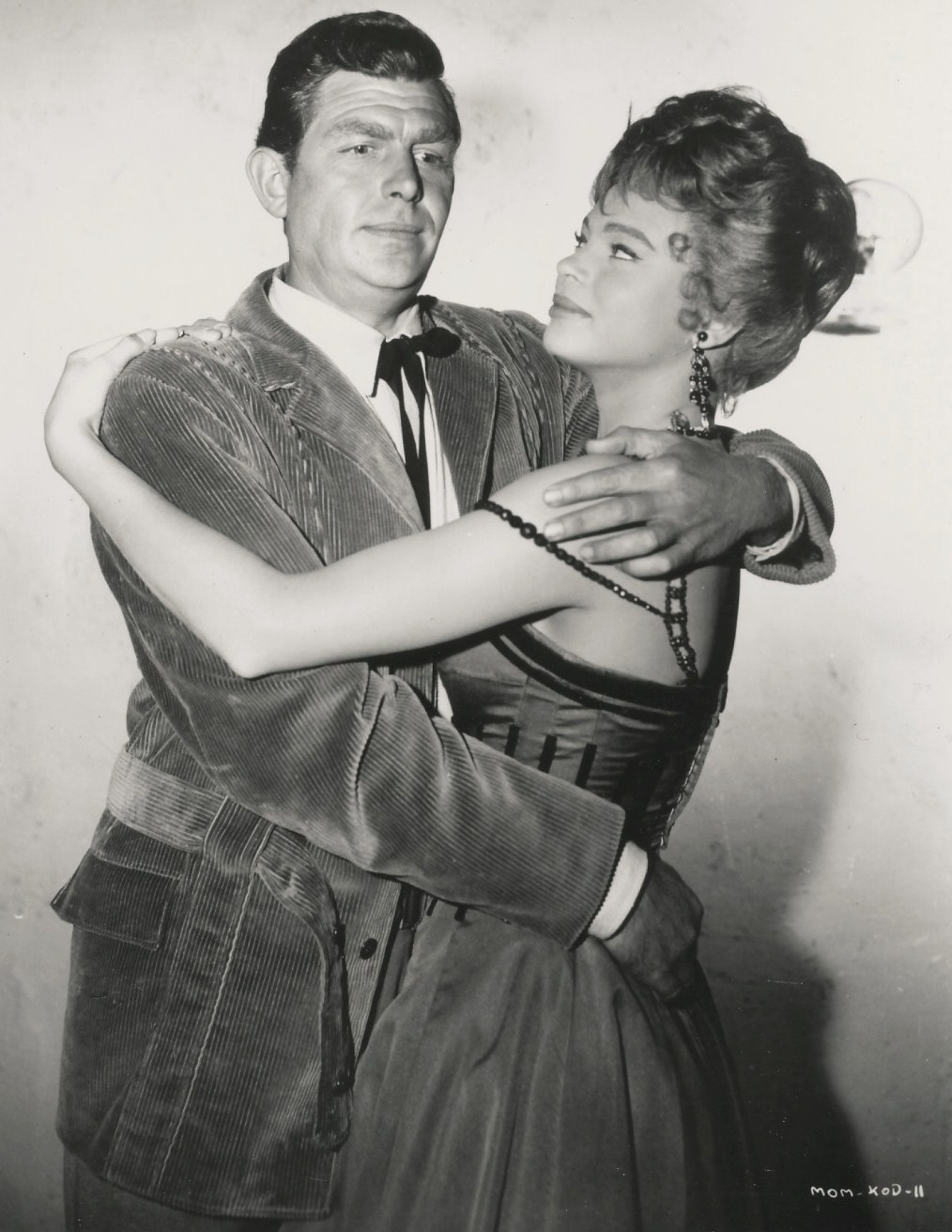
Avec Andy Griffith, dans La Farfelue de l'Arizona (1961, photo promotionnelle)

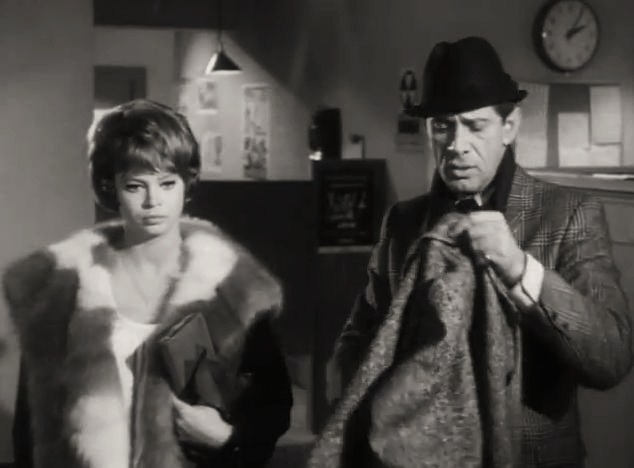
Avec Jan Murray, dans Who Killed Teddy Bear (1965)

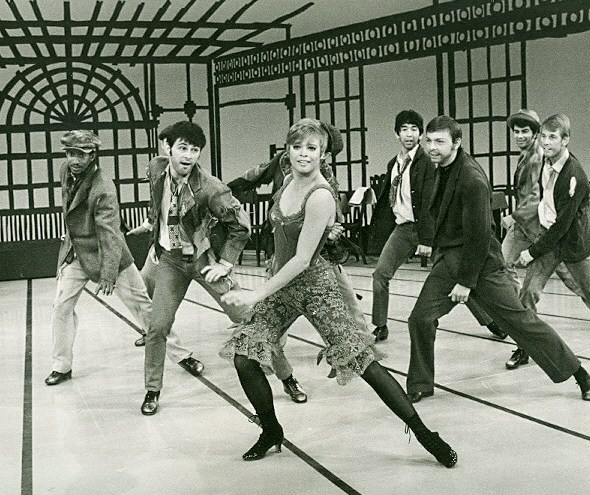
Dans la série The Jonathan Winters Show (1969, photo promotionnelle)

Juliet (Anne) Prowse est une actrice et danseuse sud-africaine, née le 25 septembre 1936 à Bombay (alors Inde britannique), morte le 14 septembre 1996 à Los Angeles (Californie).

## Biographie
Née de parents sud-africains alors établis en Inde britannique, Juliet Prowse passe une partie de son enfance en Afrique du Sud et apprend la danse notamment à la Royal Academy of Dance (en) de Londres. Après une première apparition comme danseuse (non créditée) dans le film musical américain Les hommes épousent les brunes de Richard Sale (1955, avec Jane Russell et Jeanne Crain), suit un deuxième film musical où elle tient un second rôle et danse, Can-Can de Walter Lang (1960, avec Frank Sinatra et Shirley MacLaine).
Elle apparaît dans seulement cinq autres films américains, dont Café Europa en uniforme de Norman Taurog (son troisième film, 1960, avec Elvis Presley) et Who Killed Teddy Bear de Joseph Cates (son dernier film, 1965, avec Sal Mineo et Jan Murray).
S'y ajoutent le film sud-africain Dingaka, le sorcier de Jamie Uys (1964, avec Stanley Baker) et le film italien Mes femmes américaines de Gian Luigi Polidoro (1965, avec Ugo Tognazzi et Marina Vlady).
À la télévision, outre de nombreuses prestations comme elle-même entre 1957 et 1995 (ex. : Le Muppet Show, premier épisode en 1977), elle collabore à onze séries américaines, la première étant Aventures dans les îles, avec un épisode diffusé en 1960. Citons également L'Homme à la Rolls (deux épisodes, 1963-1964), La croisière s'amuse (trois épisodes, 1979-1987) et Arabesque (sa dernière série, un épisode, 1987).
Au théâtre, Juliet Prowse se produit comme actrice et danseuse dans des spectacles divers, entre autres des revues (l'une à Broadway en 1962, dont elle est en outre chorégraphe) et des comédies musicales. Mentionnons Kismet (en) (musique d'Alexandre Borodine, à Londres en 1955, avec Alfred Drake), Mame (musique et lyrics de Jerry Herman, à Londres en 1969, en remplacement de Ginger Rogers) et Funny Girl (musique de Jule Styne, à Saint Louis en 1984).
Son dernier spectacle musical est la revue Sugar Babies (en) (musique de Jimmy McHugh), aux côtés de Mickey Rooney, représentée à Las Vegas en 1995, alors qu'elle lutte contre un cancer du pancréas qui l'emporte l'année suivante (1996).

## Filmographie

### Cinéma (intégrale)
(films américains, sauf mention contraire)
- 1955 : Les hommes épousent les brunes (Gentlemen Marry Brunettes) de Richard Sale : Une danseuse
- 1960 : Can-Can de Walter Lang : Claudine
- 1960 : Café Europa en uniforme (G.I. Blues) de Norman Taurog : Lili
- 1961 : The Fiercest Heart de George Sherman : Francina
- 1961 : The Right Approach de David Butler : Ursula Poe
- 1961 : La Farfelue de l'Arizona (The Second Time Around) de Vincent Sherman : Rena Mitchell
- 1964 : Dingaka, le sorcier (Dingaka) de Jamie Uys (film sud-africain) : Marion Davis
- 1965 : Mes femmes américaines (Una moglie americana) de Gian Luigi Polidoro (film italien) : Jenny
- 1965 : Who Killed Teddy Bear de Joseph Cates : Norah Dain

### Télévision (sélection)
(séries, sauf mention contraire)
- 1960 : Aventures dans les îles (Adventures in Paradise)
  - Saison 2, épisode 6 L'Ambre gris (A Whale of a Tale) de Felix E. Feist : Simone Hall
- 1963-1964 : L'Homme à la Rolls (Burke's Law), première série
  - Saison 1, épisode 4 Who Killed Harris Crown? (1963) de Don Weis : Angel Crown
  - Saison 2, épisode 10 Who Killed the Tall One in the Middle? (1964) de Don Weis : Renée de Armand
- 1968 : Les Règles du jeu (The Name of the Game)
  - Saison 1, épisode 7 Shine On, Shine On, Jesse Gil : Aja Fowler
- 1969 : The Jonathan Winters Show (en)
  - Saison 2, épisode 23 (sans titre) : elle-même
- 1972 : Le Deuxième Souffle (Second Chance) de Peter Tewksbury (téléfilm) : Martha Foster
- 1977 : Le Muppet Show (The Muppet Show)
  - Saison 1, épisode 1er, Juliet Prowse : elle-même
- 1979-1987 : La croisière s'amuse (The Love Boat)
  - Saison 3, épisode 16 Sauve qui peut ! (Doc's « Ex » Change / The Gift / Making the Grade) : Samantha Bricker
  - Saison 7, épisodes 25 et 26 Tous en scène, 1re et 2e parties (Dreamboat / Gopher, Isaac & the Starlet / The Parents / The Importance of Being Johnny / Julie and the Producer, Parts I & II) de Robert Scheerer : Faye Marsh
  - Saison 10, épisode 4 Who Killed Maxwell Thorn? : elle-même
- 1983 : L'Île fantastique (Fantasy Island)
  - Saison 7, épisode 1 The Other Man – Mr. Roarke / Forbidden Love de Don Weis : Margaret Smith
- 1987 : Arabesque (Murder, She Wrote)
  - Saison 4, épisode 1 Une mort à la mode (A Fashionable Way to Die) : Valérie Bechet

## Théâtre musical (sélection)
(comédies musicales, sauf mention contraire)
- 1955 : Kismet (en), musique d'Alexandre Borodine, adaptation, lyrics et musique additionnelle de Robert Wright (en) et George Forrest (en), livret de Charles Lederer et Luther Davis, d'après la pièce de même titre d'Edward Knoblock (à Londres) : Princesse Samaris
- 1962 : Eddie Fisher at the Winter Garden, musique de Jimmy Van Heusen, lyrics de Sammy Cahn, décors d'Oliver Smith (revue, à Broadway) : interprète et chorégraphe
- 1963 : Irma la douce, musique de Marguerite Monnot, lyrics et livret originaux d'Alexandre Breffort, adaptation anglaise de David Heneker, Julian More et Monty Norman (en tournée aux États-Unis) : rôle-titre
- 1966 : The Boy Friend, musique, lyrics et livret de Sandy Wilson (à Cincinnati) : Polly Browne
- 1967 : Sweet Charity, musique de Cy Coleman, lyrics de Dorothy Fields, livret de Neil Simon, d'après le scénario du film Les Nuits de Cabiria (1957) de Federico Fellini, mise en scène et chorégraphie originale de Bob Fosse (à Londres) : Charity Hope Valentine
- 1969 : Mame, musique et lyrics de Jerry Herman, livret de Jerome Lawrence (en) et Robert E. Lee (en) (à Londres) : rôle-titre (en remplacement de Ginger Rogers)
- 1973 : The Pajama Game, musique et lyrics de Richard Adler et Jerry Ross (en), livret de George Abbott (à Cincinnati) : Babe Williams
- 1976 : I Do! I Do! (en), musique d'Harvey Schmidt (en), lyrics et livret de Tom Jones (en), d'après la pièce The Four Poster de Jan de Hartog (à Londres) : Agnès
- 1984 : Funny Girl, musique de Jule Styne, lyrics de Bob Merrill, livret d'Isobel Lennart (à Saint Louis) : Fanny Brice
- 1987 : Follies, musique et lyrics de Stephen Sondheim, livret de James Goldman (à Houston) : Phyllis Rogers Stone
- 1992 : Chicago, musique de John Kander, lyrics de Fred Ebb, livret de Bob Fosse et Fred Ebb (à Long Beach) : Roxie Hart
- 1994 : Mame, reprise (à Los Angeles) : rôle-titre
- 1995 : Sugar Babies (en), musique de Jimmy McHugh, lyrics de Dorothy Fields, Al Dubin et autres, livret de Ralph G. Allen (en) et Harry Rigby (en) (revue, à Las Vegas)